# Bernardo Domínguez Fernández
Bernardo Domínguez (Zafra, Badajoz, España; 6 de julio de 1979), deportivamente conocido como Bernardo, es un futbolista español que jugaba en la posición de guardameta.

## Trayectoria[1]
Debutó en la temporada 1998-99 en la Segunda B de la mano del Real Oviedo Vetusta, permaneciendo en el filial carbayón dos temporadas, donde incluso entró en la convocatoria del Real Oviedo, entonces en LIGA BBVA.
Tras abandonar el club carbayón inició un periplo por diferentes equipos de Segunda B: Siero, Amurrio Club, Jerez C. F. y Orihuela C. F.. En la temporada 2004-05 recaló en la S. D. Huesca donde realizó una magnífica temporada que le permitió fichar por el Deportivo Alavés. En el club vitoriano no contaba con hueco en la plantilla, por lo que salió cedido dos temporadas al C. D. Tenerife, donde debutó en la Segunda División.
Tras acumular 60 partidos en la categoría, tuvo la oportunidad de jugar en Deportivo Alavés en Segunda División. Lamentablemente coincidió con una época convulsa en el club alavés tras la Era Piterman, donde a la crisis económica se sumó la deportiva. El guardameta pacense fue uno de los objetivos de las críticas por parte de la afición local.
Tras el descenso del equipo vasco en la temporada 2008-09, abandonó la entidad para fichar por el R. C. Recreativo de Huelva permaneciendo en la Segunda División. Tras no contar con muchas oportunidades en Huelva regresó en la temporada 2011-12 a la S. D. Huesca, también en Segunda División, pero al no contar con oportunidades rescindió su contrato en el mercado invernal. En marzo de ese mismo año recaló en las filas del equipo escocés del Dunfermline.
En el mercado invernal de la temporada 2012-13 fichó por el C. D. Mirandés (Segunda División) para sustituir a Iván Crespo, que había abandonado la disciplina rojilla, permaneciendo en el equipo dos temporadas. En la temporada 2014-15 recaló en el mercado invernal en la S. D. Leioa, regresando a la Segunda B.
En verano de 2015 se convierte en uno de los fichajes del recién ascendido a Tercera División, C. D. Betoño-Elgorriaga. En la temporada 2016-2017, tras el descenso del C. D. Betoño-Elgorriaga, defendió la portería del Amurrio Club de Tercera), para posteriormente incorporarse al C. D. Alegría  en la Primera Regional de Álava.

## Clubes
| Club                       | País               | Temporada   |
| -------------------------- | ------------------ | ----------- |
| Real Oviedo Vetusta        | Bandera de España  | 1998-2000   |
| Club Siero                 | Bandera de España  | 2000-2001   |
| Amurrio Club               | Bandera de España  | 2001-2002   |
| Jerez C. F.                | Bandera de España  | 2002        |
| Orihuela C. F.             | Bandera de España  | 2003-2004   |
| S. D. Huesca               | Bandera de España  | 2004-2005   |
| C. D. Tenerife             | Bandera de España  | 2005-2007   |
| Deportivo Alavés           | Bandera de España  | 2007-2009   |
| R. C. Recreativo de Huelva | Bandera de España  | 2009 - 2011 |
| S. D. Huesca               | Bandera de España  | 2011        |
| Dunfermline                | Bandera de Escocia | 2012        |
| C. D. Mirandés             | Bandera de España  | 2013 - 2014 |
| S. D. Leioa                | Bandera de España  | 2014 - 2015 |
| C. D. Betoño-Elgorriaga    | Bandera de España  | 2015 - 2016 |
| Amurrio Club               | Bandera de España  | 2016-2017   |